# Géoparc mondial Unesco de Grenade
Pour les articles homonymes, voir Grenade.
Le géoparc mondial Unesco de Grenade, en espagnol Geoparque Mundial de la Unesco de Granada, est un géoparc d'Espagne situé en Andalousie. Il fait partie du réseau mondial des Géoparcs.

## Caractéristiques
Pendant près de 5 millions d'années lors du quaternaire, la plus grande partie du territoire du géoparc, c'est-à-dire près de 4 722 km2 faisait partie d'un large bassin fluvial sans débouché sur la mer. Les eaux étaient donc drainées vers un grand lac. L'érosion postérieure des sédiments quaternaires a créé les paysages particuliers du géoparc actuel caractérisés par des vallées, des dépressions ou des hoyas, comme on les appelle localement. La région est également connue pour les habitations troglodytiques habitées depuis le Moyen Âge ainsi que pour une abondance d'espaces archéologiques témoignant de la richesse du patrimoine historique, artistique et culturel, dont 72 sites d'intérêt géologique. Reconnu par l'Unesco comme l'un des meilleurs enclave de gisements sédimentaires du quaternaire continental d'Europe on y retrouve actuellement des vestiges  géologiques, géo-morphologiques et paléontologiques de cette époque.

## Situation
Le géoparc mondial Unesco de Grenade regroupe 47 municipalités qui se situent dans le nord-ouest de la province de Grenade, en Espagne, dont trois villes principales : Huéscar, Baza et Guadix. 
- Alamedilla
- Albuñán
- Aldeire
- Alicún de Ortega
- Alquife
- Bácor-Olivar (ELA Mun. Guadix)
- Baza
- Beas de Guadix
- Benalúa
- Benamaurel
- Caniles
- Castilléjar
- Castril
- Cogollos de Guadix
- Cortes de Baza
- Cortes y Graena
- Cuevas del Campo
- Cúllar
- Darro
- Dehesas de Guadix
- Diezma
- Dólar
- Ferreira
- Fonelas
- Freila
- Galera
- Gobernador
- Gor
- Gorafe
- Guadix
- Huélago
- Huéneja
- Huéscar
- Jérez del Marquesado
- La Calahorra
- Lanteira
- Lugros
- Marchal
- Morelábor
- Orce
- Pedro Martínez
- La Peza
- Polícar
- Puebla de Don Fadrique
- Purullena
- Valle del Zalabí
- Villanueva de las Torres
- Zújar